# Aspettando Miss Italia
Aspettando Miss Italia è stato un programma televisivo italiano di genere varietà, in onda su Rai 1 dal 1991 al 2013. È stato condotto da diversi personaggi, fra i quali Giorgio Calabrese, Carlo Conti, Cesare Pierleoni ed alcune altre ex vincitrici di Miss Italia, come Claudia Andreatti e Miriam Leone.

## Il programma
Il programma, che ripercorreva gli ultimi 20 anni di collaborazione tra RAI e il prestigioso concorso di Enzo e Patrizia Mirigliani, proponeva principalmente interviste alle miss che hanno vinto nelle scorse edizioni, interviste a personaggi del mondo dello spettacolo, reportage sulle selezioni delle prefinali che si svolgono in diverse regioni, vari video-frammenti delle precedenti edizioni del programma, anche di carattere musicale, e sketch vari.
Il programma è stato scritto negli anni da diversi autori, fra i quali Paolo De Andreis, Giorgio Calabrese, Cesare Pierleoni, Alessandro Bertolotti, Raoul D'Alessio, Federico Moccia, Marco Luci.